# Šestičetní
Šestičetní (Hexacoralia) je podtřída žahavců ze skupiny korálnatců, obsahující přibližně 4300 druhů. Důležitými znaky odlišující tuto podtřídu je šestičetná symetrie těla polypů a jejich schopnost vylučovat vápnitou schránku, díky které se mohou stát důležitou součástí korálových útesů a vytvářet životní prostředí pro ostatní organismy tohoto křehkého ekosystému.

## Životní cyklus
Tak jako ostatní žahavci, mají i šestičetní komplexní životní cyklus zahrnující pohyblivé larvální stádium (larva žahavců se nazývá planula) a přisedlé stadium dospělce, polypa.

## Klasifikace
Podtřída Hexacoralia zahrnuje šest řádů:
- Ceriantharia - mořské sasanky
- Actinaria - mořské sasanky
- Antipatharia - zahrnují tzv. černé korály
- Coralliomorpharia - podobné sasankám
- Scleractinia - tvoří důležitou součást útesového prostředí, zahrnují tvrdé korály - tzv. stony corals
- Zoantharia

Řadí se sem i dvě důležité vyhynulé skupiny korálů (které jsou v paleontologicém systému dokonce povýšené na samostatné podtřídy): Rugosa (rozšířené od středního ordoviku do svrchního permu) a Tabulata (rozšířené od ordoviku po perm).